# هيلموت دوش
هيلموت دوش (بالألمانية: Helmut Dosch) (و. 1955 – م) هو فيزيائي، وأستاذ جامعي من ألمانيا .

## مناصب وهيئات
أدار جامعة شتوتغارت، وجامعة فورتسبورغ.